# Acantholimon avanosicum
Acantholimon avanosicum är en triftväxtart som beskrevs av Doan och Akaydn. Acantholimon avanosicum ingår i släktet Acantholimon och familjen triftväxter. Inga underarter finns listade i Catalogue of Life.